# Buteo augur
Buteo augur là một loài chim trong họ Accipitridae.
Đây là một loài sinh sống ở vùng núi (điển hình nhất ở độ cao vào khoảng 2000 m, nhưng lên đến 5000 m), và thảo nguyên lân cận và đồng cỏ. Chúng là loài định cư trú và không di cư trong phạm vi phân bố. Chùn thường được tìm thấy từ Ethiopia đến miền nam Angola và trung bộ Namibia.

## Hình ảnh

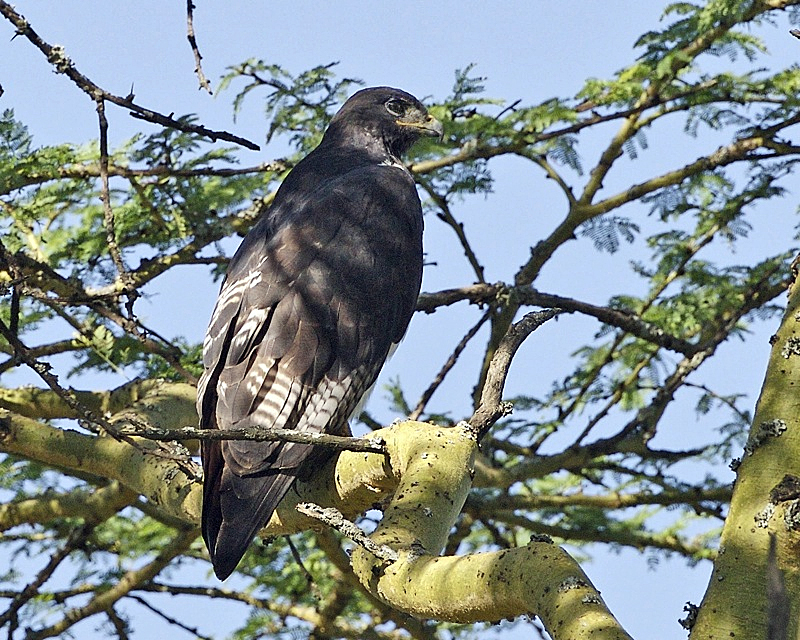
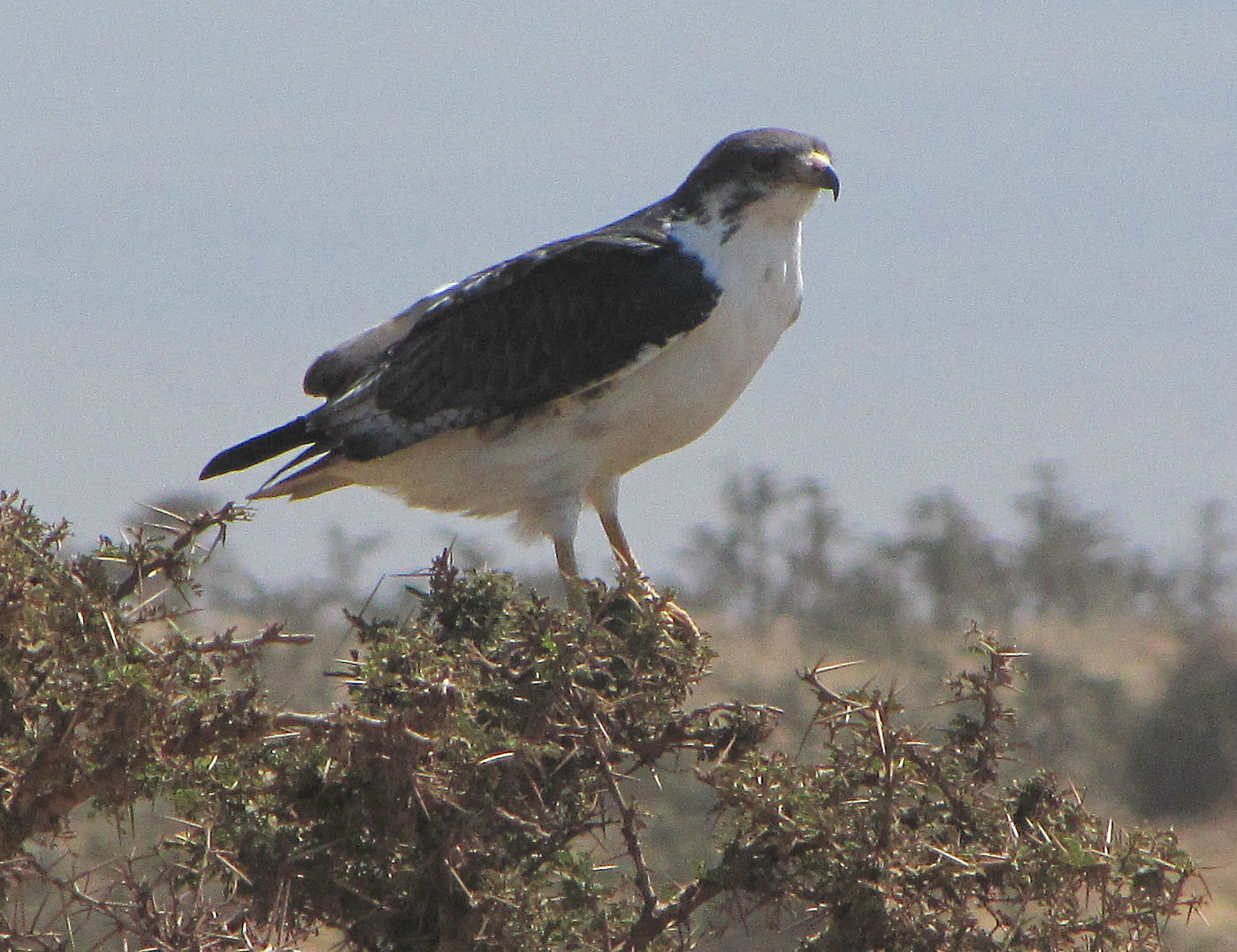
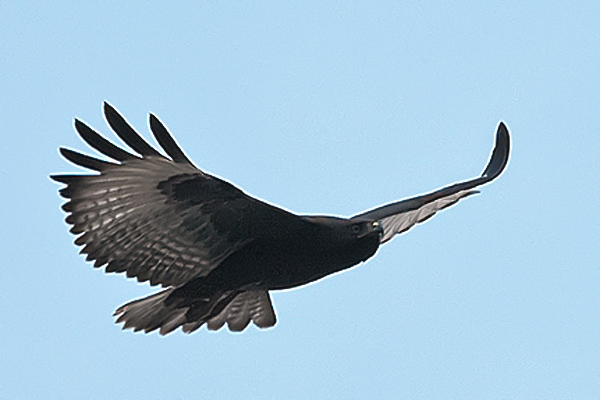